# جزيرة جونستون المرجانية

خريطة جزيرة جونستون المرجانية ويظهر فيها حد التجريف المرجاني.

جزيرة جونستون المرجانية والتي تبلغ مساحتها 1,03 ميل مربع (2.7 km2) هي جزيرة في شمال المحيط الهادئ بحوالي 750 ميل بحري (ما يعادل 860 ميل؛ 1390 كلم) غرب هاواي.
جونستون عبارة عن إقليم غير مدمج أو تبعية للولايات المتحدة، التي تديرها المؤسسة الأمريكية للأسماك والحياة البرية في وزارة الداخلية الأمريكية كجزء من جزر المحيط الهادئ البعيد البحرية الوطنية الأمريكية.
للأغراض الإحصائية، تصنف جزيرة جونسون المرجانية باعتبارها واحدة من جزر الولايات المتحدة النائية الصغرى.

## عدد السكان تاريخيا
- عام 1970 : 1007
- عام 1980 : 327
- عام 1990 : 173

## تاريخ الجزيرة
العميد الأميركي Sally قد نزل على أرض بالقرب من جزيرة جونستون في 2 سبتمبر، 1796، ولكن لم يذكر اسم أو المطالبة بالأرض.
سميت الجزيرة باسم النقيب البحري الكابتن تشارلز جيه جونستون الذي زعم اكتشافه الجزيرة بصورة رسمية في 14 ديسمبر 1807. وكانت جزيرة جونستون المرجانية قد ادعت كل من الولايات المتحدة ومملكة هاواي في عام 1858 حيازتها على الجزيرة. وقد استثمرت إحدى الشركات الأمريكية في الجزيرة المرجانية على مادة ذرق الطيور، وعملت حتى استنفاده في حوالي عام 1890.
تمت زيارة الجزيرة في الفترة 10-22 يوليو 1923، والتقطت صور جوية عمودية بعد ذلك.
يوم 29 يوليو عام 1926، أصدر الرئيس كالفين كوليدج قراراً بتحويل جزيرة جونستون المرجانية إلى ملاذ للطيور ووضعها تحت سيطرة وزارة الزراعة الأمريكية.
يوم 29 ديسمبر عام 1934، أصدر الرئيس فرانكلين روزفلت قراراً بنقل السيطرة على جزيرة جونستون إلى بحرية الولايات المتحدة من أجل إنشاء محطة جوية، وأيضا إلى وزارة الداخلية للعناية بملجأ الطيور.
في عام 1936، بدأت بحرية الولايات المتحدة بتطوير قاعدة جوية مائية، ومهبط الطائرات، ومحطات للتزود بالوقود على الجزيرة المرجانية.
في 14 شباط 1941 تم اعتبار جزيرة جونستون المرجانية كمنطقة بحرية دفاعية والمجال الجوي محجوز. وكانت الجزيرة قد قصفتها الغواصات اليابانية المسلحة مرة أو مرتين خلال الحرب العالمية الثانية.
خلال الخمسينيات والستينيات استُخدمت منطقة الجزيرة كموقع أميركي لتجارب الأسلحة النووية فوق الأرض وتحت الأرض. كما كان يستخدم لموقع لإطلاق الصواريخ الحاملة للأقمار الصناعية ومن ضمنها أول أميركي قمر تجسس.
في وقت لاحق، أصبح موقعاً لمستودع للأسلحة الكيميائية وكذلك موقعاً لمؤسسة جزيرة جونستون المرجانية للتخلص من المخلفات الكيميائية (JACADS) وقد تم إحراق كل الأسلحة الكيميائية التي تم تخزينها مرة واحدة في جزيرة جونستون، واكتملت هذه العملية في عام 2000 وهدمت مؤسسة JACADS بحلول عام 2003.

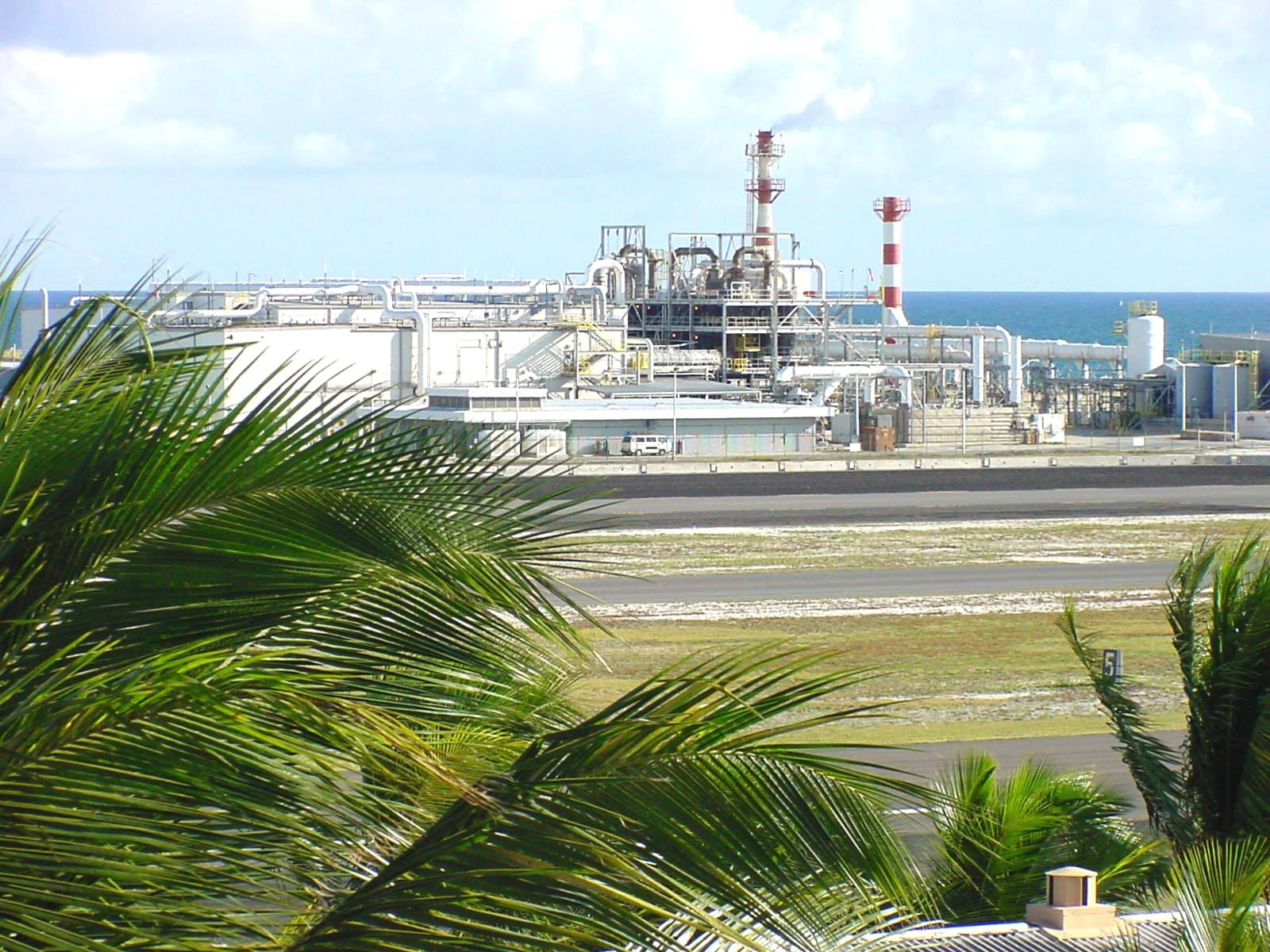
مؤسسة جزيرة جونستون المرجانية للتخلص من المخلفات الكيميائية (JACADS)

ما بين عامي 1958 و1975، وأطلقت عدة صواريخ السبر العلمي من جزيرة جونستون. وكانت هناك أيضا عدة اختبارات لإطلاق الصواريخ النووية من جزيرة جونستون في عام 1962 خلال «عملية دومينيك» التي شملت سلسلة من التجارب النووية، من منصة إطلاق في الجزيرة. تم تفجير اثنا عشر رأسا حربيا نوويا فشل منها واحد في الإطلاق وتناثر حطام البلوتونيوم على الجزيرة، بعد ذلك تم جمع الحطام المشع ودفنه في مساحة 25 فدان (ما يعادل 100000 متر مربع)، جنبا إلى جنب مع بقايا من العامل البرتقالي التي تم نقلها بحاويات من جنوب شرق آسيا بعد حرب فيتنام، وPCB، وPAH والديوكسينات، وغاز الأعصاب من الإتحاد السوفياتي وألمانيا الشرقية.
في عام 1963، صادق مجلس الشيوخ الأمريكي على معاهدة حظر التجارب النووية، والتي تتضمن حكما المعروفا باسم «وقائية جيم أو C» والذي هو الأساس للحفاظ على الجزيرة بأنها «مهيئة للاختبار» لتجارب فوق الأرض موقع التجارب النووية في الغلاف الجوي للتجارب النووية وينبغي على الإطلاق أن يعتبر أن من الضروري مرة أخرى.
في عام 1993، أوقف الكونغرس أي تخصيص مالي للجزيرة لتبلغ مهمة «وقائية C» إلى نهايتها. ثم أعاد مجلس الشيوخ البعثة العسكرية في الجزيرة ولتعود وظيفة الجزيرة لتخزين وتدمير الأسلحة الكيميائية.
جزيرة جونستون المرجانية لم يكن لها قط أي السكان الأصليين، مع العلم انه خلال أواخر القرن 20، كان معدل الأفراد القاطنين في الجزيرة نحو 300 عسكري أمريكي و1000 المتعاقدين المدنيين.

نمو جزيرة جونستون المرجانية بسبب التجريف المرجاني

وسيلة النقل إلى هذه الجزيرة هي المطار العسكري الذي كان له مدرج معبد. الجزر مجهزة بـ13 خط هاتف وارد و10 خطوط صادرة من خطوط الهاتف التجارية، وكذلك يتوفر كابل بحري من 60 قناة و22 من دوائر DSN عبر القمر الصناعي، وراديو أرضي UHF / VHF، وكذلك ترتبط بشبكة المحيط الهادئ للاتصالات الفضائية الموحدة (PCTN). كما يوجد هناك راديو الهواة متنقل يتم تشغيله أحيانا من الجزيرة.
يقتصر النشاط في جزيرة جونستون على توفير الخدمات لأفراد القوات العسكرية الأميركية والمقاولين الذين يقيمون مؤقتا في الجزيرة. وقد تم استيراد جميع المواد الغذائية والسلع المصنعة. القاعدة العسكرية مجهزة بمولدات كهربائية بطاقة 2.5 ميجاوات المولدات الكهربائية.
كان مدرج الطائرات يتم استخدامه من قبل شركات الطيران التجارية لعمليات الهبوط في حالات الطوارئ، وعلى مدى سنوات عديدة كان محطة معتادة لطيران ميكرونيزيا القاري الشركة خدمة «الجزيرة النطاطة» بين هاواي وجزر مارشال.

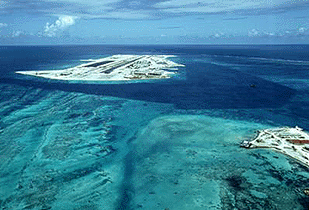
اقتراب الرمال جزئيا من المدرج في شمال شرق جزيرة جونستون بصورة مرئية على اليمين. تم إغلاق القاعدة إلغاء المطار يوم 15 يونيو عام 2004

في عام 2003، تمت إزالة جميع الهياكل والمرافق، بما في ذلك تلك المستخدمة في مؤسسة جزيرة جونستون المرجانية للتخلص من المخلفات الكيميائية JACADS، وتم إغلاق المدرج.
في 22 أغسطس 2006، ضرب الجزيرة إعصار يوك. وعبر الجزيرة المرجانية بسرعة 100 ميل بالساعة (160كم بالساعة).
في 9 ديسمبر 2007، قام خفر السواحل الأمريكي باستخدام المدرج في جزيرة جونستون لإنقاذ صياد تايواني مريض ومن ثم نقله إلى أواهو في هاواي. الصياد التايواني تم إنقاذه من سفينة صيد تايوانية بتاريخ 6 ديسمبر 2007، وقد تم نقل الصياد من الجزيرة بواسطة طائرة انقاذ إلى كودياك في ألاسكا.
وقد أعلن الرئيس جورج بوش في يوم 6 يناير 2009 الجزيرة كمعلم من المعالم الوطنية الأمريكية البعيدة في المحيط الهادئ.

## جغرافية الجزيرة
الجزر الأربع تغطي مساحة 2.67 كم مربع.
نظرا لكون الجزيرة مرجانية، والكثير من الشعاب المرجانية في الجزء الجنوب الشرقي قد تجمعت فقد تكونت خلجان أو بحيرات ضحلة غير مغلقة لكون إحاطة الشعاب المرجانية غير مكتملة بتلك المناطق، تتراوح الأعماق ما بين 3-10 متر (9.8–33 قدم).
مناخها الاستوائي الجاف ولكن بصفة عامة الرياح شمالية شرقية، وهناك اختلاف بسيط في درجات الحرارة الموسمية. الارتفاع يتراوح بحدود 5 متر (16 قدم) عن مستوى سطح البحر في قمة القمة، والجزر تحتوي بعض النباتات لكن في الغالب لا توجد الموارد الطبيعية للمياه العذبة.

## الحياة البرية
هنالك حوالي 300 نوعا من السمك تم تسجيلها من الشعاب المرجانية والمياه الساحلية للجزيرة. كما تم تسجيل زيارات من قبل السلحفاة الخضراء وفقمة هاواي.
أنواع الطيور البحرية المسجلة والتي تتكاثر في الجزيرة تشمل طائر نوء بولوير، وطائر شييرووتر رفيع الذيل، وطائر عيد الميلاد شييرووتر، وطائر تروبك أبيض الذيل وأحمر الذيل، وطائر الأطيش البني، والأطيش أحمر القدمين، والأطيش المقنع، وطائر فرقاطة سلمي، وطائر غراي تيرن المدعم، وطائر تيرن الأسخم، وطائر نودي البني ونودي الأسود وتيرن الأبيض. وزار الجزيرة في هجرة الطيور الكراكي، بما في ذلك زقزاق المحيط الهادئ الذهبي، والطائر المتجول المثرثر، وطائر الكروان ذو الفخذ المشعر الخشن، وقنبرة الماء وطائر ساندرنلغ.

## لوحات تسجيل السيارات
لم تكن هناك لوحات ترخيص سيارات رسمية صادرة لاستخدامها في جزيرة جونستون. لكن حكومة الولايات المتحدة الأمريكية قد أصدرت لوحات ترخيص للسيارات الحكومية، أما السيارات الخاصة فقد حافظت على لوحات تسجيلها الأصلية. وحسب هواة جمع لوحات تراخيص السيارات، فقد تم إصدار عدد من «لوحات ترخيص جزيرة جونستون المرجانية» لاستخدامها كهدايا تذكارية، ويتم بيعها على الإنترنت لهواة جمع العملات وما شابه ذلك، ولكن لم تصدر رسميا.

## وصلات خارجية
- الموقع الرسمي